# Alex Gansa
Alex Gansa est un scénariste et producteur de télévision américain.

## Biographie
Alex Gansa s'est fait connaître en tant que scénariste, en collaboration avec son ami Howard Gordon, sur les séries télévisées La Belle et la Bête, de 1987 à 1990, puis X-Files pendant les deux premières saisons de celle-ci. Il a ensuite été notamment brièvement impliqué dans la production des séries Dawson, en 1999-2000, Numbers, en 2005, et Entourage, en 2007.
Il a ensuite intégré l'équipe de scénaristes de 24 heures chrono pour les septième et huitième saisons de cette série, mais est surtout connu pour être le créateur et showrunner de la série Homeland. En 2012, il a remporté pour son travail sur cette série le Primetime Emmy Award de la meilleure série télévisée dramatique et celui du meilleur scénario pour une série télévisée dramatique, ainsi que le prix Edgar-Allan-Poe du meilleur épisode de série télévisée.

## Filmographie

### Scénariste
- 1986 : Le Magicien (série télévisée, saison 1 épisode 6)
- 1986-1987 : Spenser (série télévisée, 4 épisodes)
- 1987-1990 : La Belle et la Bête (série télévisée, 12 épisodes)
- 1991 : Les Sœurs Reed (série télévisée, saison 2 épisode 3)
- 1993-1995 : X-Files (série télévisée, 6 épisodes : L'Enlèvement, Un fantôme dans l'ordinateur, L'Ange déchu, Lazare, Renaissance et Le Vaisseau fantôme)
- 1999 : Dawson (série télévisée, saison 3 épisode 6)
- 2001 : Wolf Lake (série télévisée, saison 1 épisode 1)
- 2009-2010 : 24 heures chrono (série télévisée, 9 épisodes)
- 2011-2015 : Homeland (série télévisée, 16 épisodes)